# 호스텔 (영화)
《호스텔》(영어: Hostel)은 2005년에 개봉한 미국과 체코의 고문 포르노 공포 영화이다. 일라이 로스가 연출, 각본, 공동 제작을 맡고, 제이 허낸데즈 등이 출연하였다. 속편 《호스텔 2》(2007)와 《호스텔 3》(2011)로 이어진다.

## 줄거리
네덜란드에서 별 재미를 보지 못한 미국인 대학생 배낭여행족 팩스턴과 조시, 아이슬란드인 올리는 슬로바키아 특히 그곳 호스텔이 끝내준다는 얘기를 듣고 기차에 오른다. 양성애자로 보이는 한 네덜란드인 사업가가 조시에게 들이대는 일을 겪기도 하며 브라티슬라바에 도착한 셋은 환락의 밤을 보낸다.
다음 날 올리는 행방이 묘연해진다. 전날 함께 어울렸던 일본인 여성 가나가 팩스턴과 조시에게 다가와 친구 유키가 올리랑 같이 사라지며 "안녕(さよなら)"이란 문자를 보냈다면서 올리와 유키 둘이 같이 찍은 사진을 보여준다. 팩스턴과 조시는 올리와 같은 복장을 한 사람을 발견해 고문 박물관(Muzeum tortury)까지 쫓아가지만 올리의 얼굴 사진과 함께 "집에 갈게(I go home)"란 문자가 온다.
사실 유키와 올리는 함께 납치되었고, 올리는 이미 목이 잘린 상태. 유키는 고문 당하며 일본어로 비명을 지른다. 이를 모르는 팩스턴과 조시는 내일 그냥 둘이서만 돌아가자고 합의를 보고 마지막 밤을 보낸다. 그러나 다음 목표로 지정돼있던 두 사람은 진정제가 들어간 술을 마신 뒤 정신을 잃고 쓰러진다.
정신이 든 조시는 자신이 일전에 기차에서 만났던 네덜란드인 사업가와 함께 고문실에 갇혀있음을 깨닫는다. 한편 팩스턴은 창고에 갇혀있다가 풀려난 뒤 조시, 올리를 찾기 위해 일전에 어울렸던 두 여성 나탈리아와 스베틀라나를 만난다. 이들은 예술가를 위한 전시회(Exhibit for Artist)에 가있다는 모호한 답변만 한다. 나탈리아는 동행에 응하지만 스베틀라나는 자신은 이미 본 적이 있다며 거부한다.
그렇게 도착한 오래된 공장에선 시체해부쇼가 벌어지고 있었고, 나탈리아는 팩스턴에게 네 덕분에 돈 벌었다고 말한다. 독일인 고문기술자 손에 놓인 팩스턴은 손가락이 잘린다. 그러나 동시에 수갑도 끊어져 팩스턴은 수갑을 풀고 독일인과 방에 들어온 경비를 쏘아죽인 뒤 시체를 가장해 이동한다. 팩스턴은 시체들이 절단된 후 태워지는 광경을 목격한다.
이 모든 과정은 사람을 고문하다 죽이는 체험을 시켜주는 관광 산업의 일환으로, 납치된 미국인 배낭여행족들을 미국인 관광객들이 죽이고 있었다. 엘리트 헌팅(Elite Hunting)이란 번듯한 사업체 이름, 이메일 주소, 명함도 있으며, 이용객들은 모두 블러드하운드 문신을 하며, 현지 경찰까지 한통속일 정도로 모두가 연루돼 공모하는 중이었다.
팩스턴은 눈알이 빠진 유키를 구출해 차를 훔쳐타고 자신과 친구들을 이렇게 만든 현지 청년들을 발견하자 치어 죽여버리고 차를 막아선 아이들에겐 주전부리를 잔뜩 안겨 길을 뚫는다. 팩스턴 뒤를 쫓던 자들은 통행세 격인 군것질거리 없이 소리만 지르다가 아이들에게 두개골이 함몰될 정도로 폭행을 당한 끝에 죽는다.
유키는 구한 보람도 없이 기차역에서 언뜻 광고판 유리에 비친 자기 모습에 충격을 받아 투신 자살한다. 팩스턴은 예의 네덜란드인 사업가가 또 같은 기차칸에 타고 있는 걸 발견한다. 기차가 빈에 정차했을 때 펙스턴은 사업가를 화장실로 따라가 명함으로 유인하여 손가락을 자르고 죽인 뒤 변기에 얼굴을 처박고 다시 기차에 오른다.

## 출연
- 제이 허낸데즈 - 팩스턴 역
- 데릭 리처드슨 - 조시 역
- 바르바라 네델랴코바 - 나탈리아 역
- 릭 호프먼 - 미국인 고객 역
- 미이케 다카시 - 일본인 사디스트 역
- 미로슬라프 타보르스키 - 경찰관 역
- 일라이 로스 - 미국인 마약쟁이 역

## 반응

### 슬로바키아와 체코
영화가 공개된 후 배경으로 설정된 슬로바키아와 실제 촬영 장소인 체코 양국 정부에서 항의하였다. 성적으로 자유분방해보이지만 실은 살인 미끼인 미녀들이 즐비한 남녀 혼탕과 술집, 여행객들 앞을 갑자기 막아서서 돈을 뜯어내거나 휴대전화를 훔치는 아이들, 실종된 여행객 수색에 도움을 전혀 주지 않는 경찰 등 두 국가를 가난하고 미개발됐으며 매춘, 범죄가 횡행해 외국인이 머무르기에 위험한 지역으로 묘사하여 국가 이미지를 훼손하였다는 것이다.

## 같이 보기
- 익스트림 시네마